# W64SH
AQUOSケータイ W64SH（アクオスケータイ ダブリューろくよんエスエイチ）とは、シャープが日本国内向けに開発した、auブランドを展開するKDDI および沖縄セルラー電話のCDMA 1X WINの携帯電話である。

## 特徴
今までAQUOSケータイといえばサイクロイド型であったが、この機種はAQUOSケータイとして、また、シャープ製au携帯電話としても初のスライド型である。形状はソフトバンクモバイル向けの921SH・913SH、また同時期発表のAQUOSケータイである931SHと同じフルスライド式となっている。
au携帯電話としては最大級の3.5インチフルワイドNewモバイルASV液晶の搭載に加えて、他キャリア向けでも採用されている光タッチクルーザーやFMトランスミッターやBluetooth、520万画素AF対応CMOSカメラ、モーションセンサーなどが搭載されていて、いわゆる「全部入り」の機種となっている。
前モデルのW62SH同様に、上部480*54ドット分が情報表示エリアとなっている。
また、au携帯電話としては初のワンセグ放送録画時のダビング10に対応している。

## 沿革
- 2008年（平成20年）10月27日 - KDDI、およびシャープより公式発表。
- 2008年11月19日 - 中国地区で発売。
- 2008年11月20日 - 北海道、北陸、中部、関西、四国、九州、沖縄地区で発売。
- 2008年11月21日 - 上記以外の残りの地区で発売。
- 2009年（平成21年）2月 - 販売終了。
- 2012年（平成24年）7月22日 - L800MHz帯（旧800MHz帯・CDMA Bandclass 3<JTACS>）エリアによる音声・データ通信サービスの停波によりそれ以降はN800MHz（新800MHz帯・CDMA Bandclass 0 Subclass 2）帯エリア、および2GHz（CDMA Bandclass 6）帯エリアの各音声・データ通信サービスで利用する事となる（予定）。

## 使用上の注意点
同キャリア向けの音声用端末としては初めてイヤホンマイク用の接続端子が充電兼用データ通信用コネクタと共用のため、本機専用のコネクタ接続用変換アダプタが付属する。この変換アダプタを紛失すると有線接続によるイヤホンマイクや音楽用イヤホン（音楽用ヘッドホン）などの利用が不可能となるので注意が必要である。

## 対応サービス
| 主な対応サービス                                       | 主な対応サービス                 | 主な対応サービス                                             | 主な対応サービス                |
| ------------------------------------------------------ | -------------------------------- | ------------------------------------------------------------ | ------------------------------- |
| au LISTEN MOBILE SERVICE                               | LISMOビデオクリップ              | LISMO Video                                                  | EZ着うたフル EZ着うたフルプラス |
| au BOX                                                 | ワイヤレスミュージック           | au Smart Sports Run & Walk Karada Manager カロリーカウンター | EZナビウォーク 3D・声de入力対応 |
| EZ助手席ナビ                                           | 安心ナビ                         | 災害時ナビ                                                   | ナカチェン                      |
| EZアプリ FullGame! Bluetooth対戦                       | EZアプリ (BREW)                  | オープンアプリプレイヤー                                     | PCサイトビューアー              |
| EZケータイアレンジ アレンジメニュー                    | au oneガジェット                 | じぶん銀行アプリ                                             | EZ・FM                          |
| EZチャンネル EZチャンネルプラス EZニュースフラッシュ   | Touch Message                    | EZFeliCa                                                     | ケータイ de PCメール            |
| デコレーションメール 絵しゃべりメール ラッピングメール | デコレーションアニメ             | au one メール                                                | 緊急通報位置通知                |
| ワンセグ                                               | グローバルパスポート (CDMA・GSM) | 赤外線通信 (IrSimple/IrSS)                                   | Bluetooth                       |

## 不具合
2009年2月25日に以下の不具合の修正がケータイアップデートにより行われた。
- データフォルダのデータが参照できず、読み込みに失敗する場合がある
- 未読Cメールが0件でも、待受画面の未読Cメールの表示が消えない場合がある

2009年7月2日に以下の不具合の修正がケータイアップデートにより行われた。
- SSLサイトで大きなファイルアップロードを行うと時々接続が切断される場合がある
- EZweb利用中に電源のリセットやキー操作を受付けない状態になる場合がある
- アラームが鳴動しない場合がある

2009年8月25日に8月5日より停止していたケータイアップデートを以下の不具合を修正し再開。
- 7月2日にリリースした「ケータイアップデート」を実施するとダウンロード予約機能に一部不具合が発生する

2009年12月10日に以下の不具合の修正がケータイアップデートにより行われた。
- ケータイサイトの会員登録や登録済サイトへの接続がごく稀に正しくできない場合がある

2011年5月12日に以下の不具合の修正がケータイアップデートにより行われた。
- 基地局との通信を最適化し、通話品質を向上させる